# Penisola di Sværholt
La penisola di Sværholt (in norvegese Sværholthalvøya, in sami settentrionale Spierttanjárga) è situata all'estremità nord-orientale del territorio della Norvegia ed è parte della contea di Finnmark. È delimitata a ovest e nord-ovest dal Porsangerfjorden, a nord e nord-est dal mare di Barents e ad est dal Laksefjorden.

## Geografia

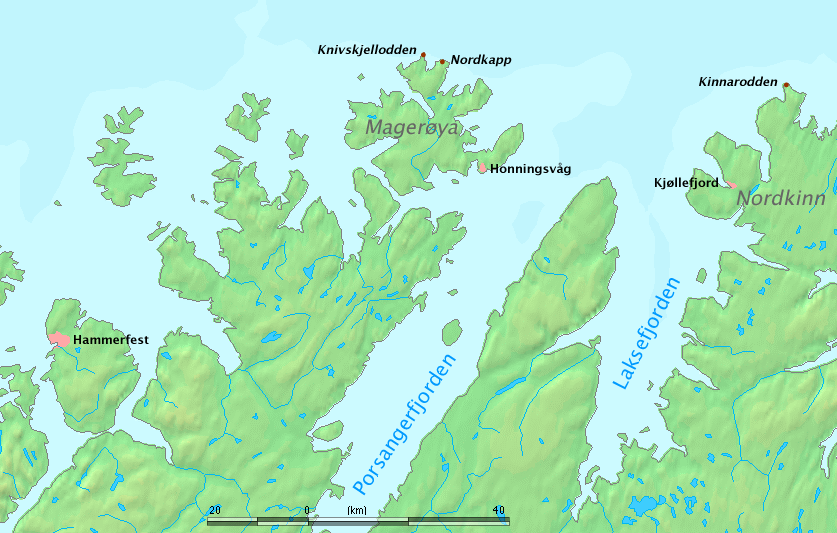
La penisola di Sværholt, delimitata dai fiordi Porsangerfjorden e Laksefjorden.

La penisola ha una vaga forma cuneiforme, ed è localizzata nella parte centrale della contea di Troms og Finnmark, tra le penisole di Porsanger e quella di Nordkinn. La penisola si protende per 70 km nel mare di Barents come ultima proppaggine dei monti Scandinavi, con pareti ripide sui fiordi.
Il punto più alto della penisola è costituito dal monte Saufjell (578 m s.l.m., noto come Sávzavárri in lingua sami). Nella parte centrale della penisola si trova il lago Kjæsvannet.
La penisola è compresa nei comuni di Nordkapp, Lebesby e Porsanger. Gli insediamenti sono concentrati nella parte interna della penisola; Veidnes e Brenna sono i centri abitati principali. All'estremità della penisola si trova il villaggio di pescatori abbandonato di Sværholt.
All'estremità settentrionale della penisola si trova Sværholtklubben, una regione prevalentemente disabitata nota come zona di nidificazione per diverse specie di uccelli marini e per l'installazione di difese contraeree tedesche durante la seconda guerra mondiale.
Il clima è prevalentemente atlantico. La temperatura media è -3 °C; il mese più caldo è luglio, con una media di 11 °C, e il mese più freddo è febbraio, con una media di -11 °C.